# 阿古拉山 (加利福尼亚州)
阿古拉山（英語：Agoura Hills），是美国加利福尼亚州洛杉矶县下属的一座城市。建市于1982年12月8日，面积大约为7.79平方英里（20.2平方公里）。根据2020年美国人口普查，该市有人口20,299人。